# 리니지 (비디오 게임)
《리니지》(Lineage)는 엔씨소프트(NCsoft)에서 제작한 중세 판타지 다중역할수행목적게임(MMORPG)이다. 만화가 신일숙이 그린 동명의 만화 《리니지》가 원작이며, 1998년 9월부터 정식 서비스를 시작하였다. 2020년 1월 현재 오랫동안 서비스되고 있다. 서비스 지역은 한국, 중국, 홍콩, 대만, 일본, 북아메리카 등이다.
리니지의 배경이 되는 ‘아덴 왕국’은 10세기 전후 유럽의 이미지를 딴 가상의 세계이다. 중세 유럽의 이미지를 강하게 따르는 사회, 경제적 제도를 받아들이고 있기 때문에 리니지의 세계는 왕과 영주와 기사가 영토로 계약을 맺는 봉건제도를 그 사회적, 경제적 제도의 근간으로 한다.
만화 《리니지》의 세계관과 배경을 다중역할수행목적게임(MMORPG)로 만든 것이 성공한 케이스로, 이후에 출시된 일부 다중역할수행목적게임(MMORPG) 게임들도 만화나 소설을 기반으로 만들어졌으나 원작을 못 따라 가는 경우가 많아 현재는 만화나 소설을 기반으로 한 게임들이 그다지 만들어지지 않고 있다.
리니지 스토리의 배경 신화 시대를 바탕으로 3차원 그래픽스 기반의 리니지 II가 현재 별도로 서비스되고 있으나 리니지 II의 배경신화는 리니지의 신화를 그대로 차용하였다기보다는, 게임 기획자의 기획을 토대로 변형을 거친 것이라 할 수 있다.
|             | 최소 사양                                   | 권장 사양                                   |
| ----------- | ------------------------------------------- | ------------------------------------------- |
| 운영 체제   | 윈도 9x, ME, 윈도 NT 4.0 sp3 및 윈도우 2000 | 윈도 9x, ME, 윈도 NT 4.0 sp3 및 윈도우 2000 |
| CPU         | 펜티엄 셀러론 500Mhz 이상                   | 펜티엄 2 800Mhz 이상                        |
| 주 메모리   | 64M 이상                                    | 128M 이상                                   |
| 그래픽 카드 | 해상도: 640×480, 색: 16bpp                  | 해상도: 640×480, 색: 16bpp                  |
| 인터넷      | 인터넷 접속 가능(모뎀 또는 LAN)             | 인터넷 접속 가능(모뎀 또는 LAN)             |
| 하드 디스크 | 10GB 정도의 하드디스크 여유 공간            | 20GB 정도의 하드디스크 여유 공간            |

## 사회적 파장
리니지는 한국에서 큰 인기를 끌었으나, 과도한 중독성으로 인해 이른바 '리니지 폐인'이라고 불리는 중독자들을 양산하며, 이들이 큰 사회 문제로 대두되기도 하였다. 또한 2000년대 초반 들어서 속칭 '작업장'을 만든 조직이, 리니지의 게임 머니 아덴을, 현금으로 사고파는 행위가 본격적으로 활성화되자, 이에 대한 적절성 여부가 논란이 되기도 했다. 또한 게임상에서 일어난 싸움이 현실로까지 이어지는 이른바 '현피'가 비일비재하게 발생하기도 하자, 현실에서 발생하는 기득권 세력의 독점적 행위가 게임 내에서도 등장해, 사회적 책임성과 연령등급에 관한 적절성 여부가 논란이 되었다.
한때 이용자들의 개인정보가 중국 쪽에 해킹으로 털리던 현상까지 일어났다.

## 특이 사항
2009년 5월 29일 엔씨소프트에서 운영중인 플레이엔씨가 노무현 전 대통령 서거로 인해 오전 10시부터 오후 5시까지 웹 서비스를 포함 모든 게임의 서비스를 전면 중지했다. 2016년 7월 3일 오후 서울 OGN e스타디움에서 'LFC(리니지 파이터 챔피언십)'을 개최하였다. 3000만원의 우승 상금과 리니지의 최고 아이템 중 하나인 ‘진명황의 집행검’을 능가하는 고성능 장비 등을 수여받게 된다.
LFC는 게임 안에 있는 PvP(Player vs. Player, 이용자간 대전) 콘텐츠인 ‘리니지 콜로세움’을 활용한 대회로 리니지 콜로세움은 과거 인기 콘텐츠였던 ‘리니지 토너먼트’의 최신 버전이다. 리니지는 2002년부터 2006년까지 총 5회에 걸쳐 LWC(Lineage World Championship)라는 이름으로 PvP 대회를 개최한 바 있었다.

## 비판
리니지는 대한민국 온라인 게임 중독자들을 처음 만들어냈으며 그에 따른 수면부족 등을 이유로 사망하는 사건들이 종종 발생하기도 하였으나, 개발사엔씨소프트측은 이러한 게임 중독에 대한 별다른 대책을 세우지 않았다.
2009년에는 자동으로 사냥하여 아이템을 습득하거나 레벨을 올릴 수 있는 일명 '자동' 프로그램을 사용하는 계정 무려 14만개를 압류 하기도 하였다. 일부 사용자들은 프로그램 사용을 단 1번만 했는데도 이용정지가 됐다거나, 심지어 프로그램을 사용하지도 않은 사용자가 계정압류를 당한 경우도 있어, 이에 반발하는 유저들이 단체로 엔씨소프트를 상대로 소비자원에 고발하기도 하자, 소비자원은 엔씨소프트에 대해 이들의 "계정압류 조치를 철회"하고, "위자료를 지급"하라는 "조정 결정"을 내렸다. 엔씨소프트측은 소비자원의 조치에 불복하고 법적 대응에 들어가겠다고 밝혔다. 또한 유저들은 이와 별개로 소송도 진행하기로 하였다.

## 같이 보기
- 리니지 II